# Saint-Bonnet-les-Tours-de-Merle
Saint-Bonnet-les-Tours-de-Merle – miejscowość i gmina we Francji, w regionie Nowa Akwitania, w departamencie Corrèze.
Według danych na rok 1990 gminę zamieszkiwały 74 osoby, a gęstość zaludnienia wynosiła 12 osób/km² (wśród 747 gmin Limousin Saint-Bonnet-les-Tours-de-Merle plasuje się na 525. miejscu pod względem liczby ludności, natomiast pod względem powierzchni na miejscu 630.).